# Pszichostimulánsok
A stimulánsok olyan szerek, melyek ideiglenesen növelik a figyelmet, az éberséget, és a tettrekészséget.

## Áttekintés
A stimulánsok többsége a szimpatikus idegrendszert aktiválva fejti ki hatását, a jelenleg kapható többségük pedig komoly eufóriát is okoz, ami már néhány alkalom után komoly szellemi függőséget okoz (ld. Dizájn(er) drogok), veszélyességük ezért is kiemelkedő mértékű. Használható terápiás célokra (hatásosak a narkolepszia, ADHD kezelésében), vagy olyan helyzetekben amikor a használónak ébernek kell maradnia (pl. pilóta). Növelik a teljesítőképességet, a tűrőképességet, valamint elnyomják az étvágyat. Sok eufóriát is okozó stimuláns hazánkban – ahogy a legtöbb országban is – tiltott.
Néhány stimuláns:
- nikotin
- koffein
- amfetaminok
- MDMA (Extasy)
- Kokain
- Metilfenidát (Ritalin)
- Ecstasy
- Dizájn(er) drogok

Több ezer stimuláns vegyület létezik. Alapul véve csak a metamfetamin-származékoknak van több mint 200 fajtája, ilyenek az MDMA, MDEA, MDA, MDE, 2C-B stb. Ezek többségét Alexander Shulgin professzor szintetizálta elsőként.
A legnépszerűbb legális stimulánsok a koffein és a nikotin, az illegálisok közül az ún. Dizájn(er) drogok vették át a sokáig vezető Extasy helyét.

## Fiziológiai hatások
- megnövekedett pulzus és vérnyomás
- megnövekedett légzésfrekvencia
- eufórikus hangulat, „képességsokszorozódás” érzése
- pupillatágulat
- csökkent étvágy
- fejfájás
- idegesség
- ritkán fókuszálási zavarok
- álmatlanság
- több nap használat után zavartság

## Amfetaminok
Szócikk: Amfetamin
Néhány esetben pszichiáter felírhat különböző amfetaminokat bizonyos rendellenességekre, pl. a narkolepszia tüneteinek csökkentésére. Rendeltetésszerű használat esetén növeli az éberséget és a pszichikai képességeket.

### Visszaélés
Nem-rendeltetésszerű használata (értsd „túladagolás”, mennyiségben vagy időben) szívritmus-zavart, és teljes fizikai összeomlást idézhet elő. Jellemző túlhasználat, az előző napi altató (barbiturátok) mellékhatásainak csökkentésre reggel, majd az amfetaminok hatásainak csökkentése este, altatókkal. Ez a „hullámvasutazás” jelentősen károsítja a szervezetet.
A kezdetben tapasztalt pozitív hatásokat 2-3 nap nem alvás után felváltják az érzékcsalódások, hallucinációk és a paranoia. Mindez 4-6 nap után bizarr, akár agresszív viselkedéshez vezethet. A mellékhatások többsége a szer elhagyásával megszűnik (a fokozott kalcium- és egyéb sók ürítése azonban visszafordíthatatlan fog- és csont-károsodást okozhatnak, akár már néhány tucat használat után is)).
Több módon vihető be a szervezetbe:
- orálisan (tabletta, folyadék)
- nazálisan (porként felszippantva, gőzét, füstjét belélegezve)
- injektálva (bőr alá, izomba, vénába; ez utóbbi okozza a legintenzívebb élményt, s egyben a leggyorsabb leépüléshez vezet)

### Függőség
Szellemi függést könnyen és gyorsan kialakít, de a „hagyományos” szereknél (pl. Amfetamin, Metilfenidát) még a legtöbb használó könnyen viseli hiányát. Az Dizájn(er) drogok esetében azonban a szerek többségénél ún. „gyors-szerotonin-kilökődés” történik, aminek a „másnapos” következménye már 1-2 alkalom után is súlyosabb depresszió érzése, öngyilkossági gondolatok, erős fejfájás stb. lehet, amit csak az idő, vagy újabb szerhasználat mulaszt el. Ezzel nem árt tisztában lenni, ez a tudás csökkentheti a visszaesés kockázatát.
Tünetei:
- kimerültség
- rosszkedv
- megnövekedett alvásigény
- idegesség
- depresszió

## Kokain
Szócikk: Kokain
Kokacserjéből állítják elő Bolíviában, Kolumbiában és Peruban. Por formában fordul elő leggyakrabban. Terápiás célokra ritkán használják, az orvoslásban leginkább helyi érzéstelenítő szerepet tölt be. A legtöbb országban -ahogy nálunk is- droglistán szerepel.

### Visszaélés
Napjainkban a felső tízezer drogja, főleg az ára miatt (15 000-30 000 Ft/gramm). Használói között színészek, üzletemberek, politikusok szerepelnek. Nagyobb dózisban könnyen halált okoz, szívelégtelenség, légzési elégtelenség, esetleg mindkettő formájában. Sok használó panaszkodik mellkasi fájdalomra, melyek a szer elhagyásával rendszerint elmúlnak.
Használata:
- orálisan
- nazálisan (főleg crack)
- injektálva

### Függőség
Gyorsan alakít ki erős szellemi függést, sokak szerint segítség nélkül nem lehet abbahagyni, mások viszonylag könnyen elhagyják.
Tünetei:
- irritáltság
- idegesség
- fáradékonyság
- fáradtság
- paranoia
- hallucinációk
- „kokainbogarak” érzése

## Koffein
Szócikk: Koffein
Többnyire teában, kávéban, csokoládéban, energiaitalokban és a kakaóban fordul elő. Stimulálja a testet növelve a pulzust és a vérnyomást, a használó könnyebben tud koncentrálni. Vízhajtó hatású. Előfordul tabletta formában is, vizsgázók, sofőrök és pilóták használják éberségük fenntartására. Legálisan kapható.

## Nikotin
Szócikk: Nikotin

## MDMA
Szócikk: MDMA

## Dizájn(er) drogok
Szócikk: Dizájn(er) drogok

## Antidepresszánsok
Szócikk: Antidepresszáns

## Lásd még
- Kábítószer
- Nyugtató
- Pszichoterápia

## Az irodalomban
Kosztolányi Dezső Mák c. kötetében (1916) olvasható költeménye, a Mérgek litániája számos stimulánst megversel.
A nikotin zavart füstfellegében

keleti lázak fátyola remeg.
Az alkohol gyógyítja életünket,
ezt a fekélyes, óriás-sebet.
Hogy integetnek, hívnak és üzennek,
ha bánatoktól bong a beteg éj:
az éjjeliszekrényünkön alusznak,
és hallgatásuk is zokog, zenél.
Simák, szelídek s szörnyű gyilkosok mind,
olyan kicsik és mégis oly nagyok.
Oly mozdulatlanok. S faló ölükben
egy túlvilági lángvihar ragyog.
Mind szeretem. És ők is mind szeretnek.
Komor nevük imába foglalom.
Rettegve, félve rejtem el a titkuk,

mint átkomat és örök bánatom.

## Külső hivatkozások
- https://web.archive.org/web/20080605235801/http://www.licadd.org/aboutdrugs.htm
- https://web.archive.org/web/20050824161001/http://www.health.org/govpubs/rpo926/#Stim
- http://www.apaic.org/ Archiválva 2020. július 23-i dátummal a Wayback Machine-ben
- http://www.thegooddrugsguide.com/